# وانکه
وانکه (انگلیسی: Vanke) شرکت املاک و مستغلات چینی است، که در زمینه ساخت‌وساز و مشاوره و توسعه املاک و مستغلات، فعالیت می‌نماید.
شرکت وانکه در سال ۱۹۸۴ راه‌اندازی شد و در حال حاضر پروژه‌های متعددی در کشورهای ایالات متحده آمریکا، بریتانیا، مالزی و هنگ کنگ دارا می‌باشد.
دفتر مرکزی این شرکت در شهر شنژن قرار دارد و بخشی از سهام آن در بازارهای بورس اوراق بهادار هنگ کنگ و بورس اوراق بهادار شنژن معامله می‌شود.